# 狩野恵輔
狩野 恵輔（かのう けいすけ、1982年12月17日 - ）は、群馬県渋川市出身の元プロ野球選手（捕手、外野手）、野球解説者、野球評論家、YouTuber。

## 経歴

### プロ入り前
中学校では投手だったが、2年秋に主将となると同時に捕手に転向した。
前橋工業高校への進学後は、3年夏の選手権群馬大会で4本塁打を放って大会新記録を達成。2017年に山下航汰が5本塁打を放つまで破られない記録だった。決勝で一場靖弘を擁する桐生第一高校と対戦したものの、チームが敗戦を喫し、自身も最後の打者になった。在学中には、高い打撃センスと大人びた風貌から、右打者ながら「上州の掛布」と呼ばれていた。
2000年のNPBドラフト会議で、阪神タイガースから3位で指名。契約金5,000万円、年俸600万円（金額は推定）という条件で入団した。入団当初の背番号は63。

### プロ入り後
パンチ力を秘めた打撃や、捕手にしては速い足が持ち味だった。
2002年の時点で外野手にも挑戦していた。
2003年から捕手に専念する。
2004年シーズンの終盤に一軍初出場。2004年12月に結婚した。
2006年にはウエスタン・リーグで打率.348を記録。規定打席不足ながら、不足分の打席を全て凡退として計算してもリーグ最高打率なら首位打者に認定される規定により、チームでは1986年の吉川弘幸、1990年・1991年の亀山努以来3人目となる首位打者を獲得した。同年オフの第2子誕生を契機に「これ以上二軍でくすぶって家族に迷惑をかけられない」と一念発起。金本知憲が通う広島のジムで金本と共にトレーニングを積み、正捕手である矢野輝弘の自主トレにも参加した。背番号も、「もう後がない」という意味で、NPBの支配下登録選手が着用できる番号では最も大きい99に変更している。
2007年は浅井良や野口寿浩を押しのけて初の開幕一軍を勝ち取り、4月20日の対読売ジャイアンツ戦で延長12回に代打出場し、プロ初安打・初打点となるサヨナラ安打を豊田清から放った。西武では抑えとしてリーグ優勝と日本一に貢献した実績のある豊田から1軍での出番をほとんど得られなかった選手の一打だったこともあり、翌日のスポーツ新聞では大きく取り上げられた。翌日にはスタメン出場し、プロ初本塁打を記録。同年の阪神は右打者の不振が深刻で、本塁打は開幕から10試合目に投手のライアン・ボーグルソンから出たものが最初で、右打ちの野手が放ったものとしては19試合目の狩野のこの本塁打が初だった。こうしたチーム事情に加え、狩野自身も初安打の後1か月近く打撃好調でしばらくは代打の切り札的な存在になり、打撃不振だった正捕手の矢野に代わってスタメン出場も多かった。その後は相手の研究もあってジリジリと打率を下げたが、主に代打や代走要員としてほぼシーズン通して一軍に帯同した。
2008年は前年結果を出したこともあり次期正捕手として期待されていたが、3月に右ひじの手術を受けた影響で出遅れ一軍出場は12試合に留まった。
2009年は矢野が右ひじの故障で開幕に間に合わなかったこともあり、初めて開幕スタメン出場をした。その後も実質的に正捕手として投手陣をリードし、打撃でも勝負強さを発揮した。矢野が復帰した後も安藤優也や下柳剛以外の先発投手が登板した試合で捕手を務め、規定打席こそあと僅かのとこで到達できなかったが自己最多の127試合に出場し、二桁盗塁、リーグトップの敬遠数を記録した。阪神生え抜きの捕手としては、1992年の山田勝彦の114試合、1988年の木戸克彦の121試合を超える出場数を記録した（両者は130試合制での記録）。その一方で、短距離の送球を苦手とするなどの送球イップスに悩まされた年でもあった。同年オフに城島健司が加入したことから、出場機会を増やすため外野手へのコンバート話も一時持ち上がった が、結局この時は捕手を続けることが決まった。
2010年は一軍で開幕を迎えたものの、城島が正捕手となったために当初は出場機会に恵まれなかったが、前年の正捕手として、新加入の城島に投手陣の情報を伝えることもあった。やがて打撃と走力を買った首脳陣の判断で4月8日に調整のため二軍降格。ウエスタン・リーグの試合で実戦感覚を養いつつ、外野の守備にも就いた。連続フルイニング出場を続けていた金本が故障でスタメンを外れるようになったこともあり、4月20日に一軍再昇格すると同日の対広島東洋カープ戦で左翼手として先発出場し、シーズン初本塁打を放った。その後はなかなか出場機会を得られずに32試合の出場に終わったが、うち外野手としての出場が19試合で、捕手としての出場は1試合に留まった。10月10日のフェニックスリーグ・対横浜ベイスターズ戦で腰を痛め、翌月に椎間板ヘルニア除去手術を受けた。
2011年には、登録ポジションを外野手登録に変更したが、狩野自身は捕手と両立することを希望。春季キャンプ前の自主トレーニングでは、ブルペンに入って投手陣の投球を受けることもあった。前述した手術から間もないことから、春季キャンプを二軍で過ごしたが、オープン戦から一軍に昇格。しかし、昇格直後にヘルニアが再発した ため、オープン戦からシーズンの終盤まで二軍での調整を余儀なくされた。8月26日にシーズン初の出場選手登録を果たすと、当日の対東京ヤクルトスワローズ戦（甲子園）に「7番・左翼手」としてスタメンで出場。5回裏の打席で村中恭兵からの2点適時打によって一軍公式戦でのシーズン初安打・初打点を記録すると、チームも勝利したことから、試合後にはヒーローインタビューを受けた。しかし、以降は一軍公式戦9試合に出場しただけでシーズンを終えた。
2012年には、前年に再発したヘルニアによって腰の状態が芳しくなく、一軍公式戦には7試合の出場にとどまった。8月31日の広島戦で本塁打を放った ものの、シーズン終了後の11月13日には、翌年から育成選手契約を結ぶことや、背番号を120に変更することが球団から発表された。
2013年には、7月23日に支配下登録選手へ復帰したことを機に、背番号を前年まで付けていた99へ再び変更。8月29日に復帰後初の出場選手登録を果たしたが、一軍公式戦では6試合の出場で10打数2安打（0本塁打）の成績を残すにとどまった。
2014年には、開幕から二軍生活を送っていた。しかし、腰痛で戦線を離脱した新井良太に代わって、8月29日にシーズン初の一軍昇格。当日の対ヤクルト戦でスタメンに起用されると、一軍では自身2年振りの本塁打を赤川克紀から放つなど、3安打4打点を挙げた。9月22日に出場選手登録を抹消されたが、福岡ソフトバンクホークスと対戦した日本シリーズでは、腰を痛めた新井貴浩に代わって急遽ベンチ入り。10月26日の第2戦（阪神甲子園球場）6回裏2死に代打で出場すると、武田翔太から球団史上初の日本シリーズ代打初打席初安打を記録した（詳細後述）。また、同月21日には、「日本プロ野球80周年記念試合」の「阪神・巨人連合チーム」のメンバーに選出。11月11日に阪神甲子園球場で開かれた試合では、6回裏に1番打者・亀井善行（巨人）の代打で出場すると、二塁打を含む3打数1安打1打点を記録した。
2015年には、開幕直後の4月4日に一軍へ昇格すると、主に対左投手用の代打として活躍。「代打の神様」と称される関本賢太郎が戦線を離れていたシーズン中盤には、「『代打の神様』の代役」 と呼ばれるほど、勝負どころの代打要員として重用された。6月7日の対北海道日本ハムファイターズ戦と同月20日の対ヤクルト戦（いずれも甲子園）では、代打で適時打を放った末に、チームが勝利したことからヒーローインタビューを受けている。また、レギュラー右翼手の福留孝介が休養でスタメンを外れる場合には、外野手や3番打者としてスタメンに起用。代打からそのまま外野の守備に就くこともあった。しかし、代打からの出場でセンターの守備に就いていた9月10日の対巨人戦で、9回裏の第3打席に澤村拓一から右手に死球を受けた。さらに、試合後のレントゲン検査で、右手第5中手骨の骨折が判明。全治までに1ヶ月以上を要することが見込まれたため、翌11日に出場選手登録を抹消された。このため、一軍がレギュラーシーズン3位で迎えたポストシーズンでの出場機会はなかった。しかし、レギュラーシーズンでは、一軍公式戦66試合に出場。打率.274、3本塁打、13打点と活躍したことから、11月25日には推定年俸2,300万円（1,400万円増）で契約を更改した。
2016年には、公式戦の開幕から、シーズン最終盤の9月30日まで一軍に帯同した。一軍公式戦では、勝負どころでの代打起用を中心に、前年と同じく66試合へ出場。打率.241ながら、前年と同じ3本塁打、前年を上回る17打点を記録した。8月9日の対広島戦（マツダ）では、チーム全体で苦手にしている左腕投手クリス・ジョンソンの先発が予告されたことを受けて、「3番・左翼手」としてスタメンに起用。適時打1本を含む3安打を放ったことで、2014年8月29日の対ヤクルト戦（甲子園）以来2年振りの猛打賞を達成した。また、本塁打については、3本中2本を代打で記録。シーズンの終了後には、上本博紀の後を受けて、阪神の選手会長に就任した。
2017年は、春季キャンプから二軍で過ごしたが、真弓明信が阪神選手時代の1994年に達成した代打としてのセントラル・リーグ記録（一軍公式戦でのシーズン通算30打点）の更新を目標に、オープン戦の終盤から一軍に合流。一軍の公式戦では、開幕から2試合で代打に起用されたものの、安打を放てないまま4月5日に出場選手登録を抹消された。抹消後は、戦力の若返りを図るチーム方針の下で、「7月までに一軍へ戻れなければ現役を引退する」と決意。実際には8月29日に再び登録されると、一軍公式戦3試合に代打で起用されたが、いずれも無安打に終わった。9月4日に再び登録を抹消。9月16日には、このシーズン限りで現役を引退することなどが報じられた。9月18日に、引退を正式に発表。同日に臨んだ引退会見では、「シーズン前から引退を覚悟していたが、自分の実力がかなり落ちてきたことをシーズン中に感じたので、引退を決めてからは思い切って野球に臨めている」「甲子園は世界一の球場。阪神で17年間にわたって、自分ほど愛された選手はいないと思う。ファンに支えられながら、17年間（阪神でプレー）できたのは誇り」と涙ながらに語った。
9月27日、ウエスタン・リーグ対広島戦（甲子園）が狩野の引退試合として開催され「4番・指名打者」としてスタメンに起用されると、8回裏の第4打席では同じく引退試合となった元・チームメイトの江草仁貴から左翼線へ二塁打を放ち、これが現役最後の安打記録となった。続く9回表2死、選手の交代が告げられ2009年10月8日以来の「ピッチャー安藤、キャッチャー狩野」となると、同じく現役引退を表明している安藤の投球に対して、広島の3番打者堂林翔太は4球で見逃しの三振。続く4-4の同点で迎えた9回裏、2死走者なしの状況で広島は打者3番陽川尚将を敬遠し、1打出ればサヨナラの場面で「4番・キャッチャー狩野」がアナウンスされ打席に入るも、飯田哲矢の投球に対して中飛に倒れ、現役を終えた。試合後には「やっぱり最後にキャッチャーで終われたのがよかった。『4番キャッチャー狩野』で終われましたからね、『キャッチャー狩野』と言ってもらったので良かった」などと語った。

### 現役引退後
2017年12月1日付で、赤星憲広が主宰する中学生硬式野球チーム「レッドスターベースボールクラブ」の総監督に就任。同月には、大学生や高校生の指導に必要な学生野球資格の回復に向けて、学生野球資格回復研修を受講した。
2018年からは、デイリースポーツの野球評論家としても活動。フリーランス扱いの野球解説者として、読売テレビ、サンテレビ、スカイ・エー、Tigers-ai制作の阪神戦中継へ随時出演するほか、MBS（テレビ・ラジオの『MBSベースボールパーク』阪神戦中継で「フィールドキャスター」（サッカー中継のピッチ解説者に相当する役割）を担っている。なお、阪神はこの年のセントラル・リーグ公式戦を球団史上17年振りの最下位で終えたことから、シーズン終了の直後には球団から二軍打撃コーチへの就任を要請された が固辞。同年11月25日には、『戦え!スポーツ内閣』（MBSテレビ）の企画で第8回大阪マラソンへ参加すると、5時間0分8秒というタイムでフルマラソンデビューを果たした。
2019年からは、『MBSベースボールパーク』の「フィールドキャスター」として、「タイガース全力応援宣言 ぶち破れ!MBSがヤル」（毎日放送がNPBのシーズン中に展開する阪神の応援キャンペーン）のリーダーに起用されている。
2020年6月からは、阪神選手時代の打撃コーチだった八木裕（毎日放送野球解説者としての同僚）や濱中治などと共に、解説業と並行しながら「DRAFT612」（将来のNPB入りを目指す小学生対象の野球アカデミー）でコーチを務める。赤星憲広がオーナーを務める中学生硬式野球クラブ「レッドスターベースボールクラブ」で監督を務めている。

## 選手としての特徴・人物
阪神捕手時代の2010年シーズン終了後に外野手への本格的な転向が検討された際には、バッテリーを組んできた藤川球児は、狩野がこの年すでに外野手としての出場のほうが多かったにもかかわらず、投手陣とばかり食事に行っていたことを挙げて「性格が捕手向き。（外野手転向は）もったいない」と、捕手との両立を応援した。
特技は幼少期に習っていたピアノの演奏。阪神での現役時代には「鍵盤を叩くことで指先の感覚が鋭くなり、キャッチングにも活かせている」と語っていたが、実際には、野球に専念してからほとんど弾けなくなったという。
阪神の現役選手時代には、2016年まで、トランスに分類される楽曲を本拠地での登場曲に用いていた。
2014年日本シリーズでの代打初打席初安打（前述）は、阪神打線がそれまで1人の走者も出せなかったソフトバンクの武田に向けて、チーム18人目の打者として初めて放った安打でもあった。翌2015年6月11日に福岡ヤフオク!ドームで催されたソフトバンクとのセ・パ交流戦では、武田の先発が予告されていたことから、一軍では自身初の指名打者としてスタメンで出場。この試合で先制本塁打を放つなど、武田との相性の良さを見せていた。
毎日放送の情報番組『せやねん!』では、狩野を定期的に取材するとともに、スポーツコーナーの「せやねん!スポーツ」で近況を随時紹介している。狩野の現役最終年であった2017年には、狩野とのコラボレーション企画による「必殺仕事人 逆転狩野弁当」を、甲子園球場内の売店で販売。同年9月30日放送分の同コーナーでは、狩野の引退試合や家族に対する密着取材の模様を放送した。「逆転狩野弁当」の開発に際しては、阪神OBの藪恵壹（「せやねん!スポーツ」レギュラー解説者）もプロデュースに関与。同年10月3日にMBSラジオで放送された『ありがとうボクらの虎戦士たち』（18:00 - 20:00に生放送の特別番組）では、毎日放送のスポーツアナウンサー・井上雅雄（「せやねん!スポーツ」キャスター）による引退試合の実況音源を特別に流した。狩野自身は、現役引退後の2018年から、藪が解説者、井上が実況やベンチリポーターを務める『MBSベースボールパーク』（MBSラジオ版）でフィールドキャスターを担当する。
阪神一筋の高卒選手として数々の試練を乗り切ったことや、育成選手から支配下登録選手への復帰後に勝負強い打撃で再起を果たしたことなどを背景に、ファンやチームメイトや関係者からの人望が厚い。甲子園球場での引退試合では、広島のウエスタン・リーグの優勝が決まった後の公式戦にもかかわらず、開門前から（前日からの徹夜組を含む）およそ1,000名の待ち行列ができた。試合後には、引退セレモニーの最後に、阪神ナインから胴上げされた。

## 詳細情報

### 年度別打撃成績
| 年 度      | 球 団      | 試 合 | 打 席 | 打 数 | 得 点 | 安 打 | 二 塁 打 | 三 塁 打 | 本 塁 打 | 塁 打 | 打 点 | 盗 塁 | 盗 塁 死 | 犠 打 | 犠 飛 | 四 球 | 敬 遠 | 死 球 | 三 振 | 併 殺 打 | 打 率 | 出 塁 率 | 長 打 率 | O P S |
| ---------- | ---------- | ----- | ----- | ----- | ----- | ----- | -------- | -------- | -------- | ----- | ----- | ----- | -------- | ----- | ----- | ----- | ----- | ----- | ----- | -------- | ----- | -------- | -------- | ----- |
| 2004       | 阪神       | 2     | 4     | 4     | 0     | 0     | 0        | 0        | 0        | 0     | 0     | 0     | 0        | 0     | 0     | 0     | 0     | 0     | 1     | 0        | .000  | .000     | .000     | .000  |
| 2005       | 阪神       | 2     | 1     | 1     | 0     | 0     | 0        | 0        | 0        | 0     | 0     | 0     | 0        | 0     | 0     | 0     | 0     | 0     | 1     | 0        | .000  | .000     | .000     | .000  |
| 2006       | 阪神       | 1     | 2     | 2     | 0     | 0     | 0        | 0        | 0        | 0     | 0     | 0     | 0        | 0     | 0     | 0     | 0     | 0     | 1     | 0        | .000  | .000     | .000     | .000  |
| 2007       | 阪神       | 54    | 99    | 95    | 12    | 26    | 5        | 1        | 3        | 42    | 11    | 0     | 0        | 1     | 0     | 2     | 0     | 1     | 21    | 1        | .274  | .296     | .442     | .738  |
| 2008       | 阪神       | 12    | 9     | 9     | 2     | 2     | 1        | 0        | 0        | 3     | 1     | 0     | 0        | 0     | 0     | 0     | 0     | 0     | 0     | 0        | .222  | .222     | .333     | .556  |
| 2009       | 阪神       | 127   | 432   | 393   | 34    | 103   | 11       | 4        | 5        | 137   | 35    | 10    | 1        | 10    | 0     | 25    | 11    | 4     | 52    | 9        | .262  | .313     | .349     | .661  |
| 2010       | 阪神       | 32    | 46    | 42    | 7     | 9     | 0        | 0        | 2        | 15    | 5     | 0     | 0        | 0     | 0     | 3     | 1     | 1     | 9     | 1        | .214  | .283     | .357     | .640  |
| 2011       | 阪神       | 10    | 14    | 12    | 1     | 2     | 1        | 0        | 0        | 3     | 3     | 0     | 1        | 1     | 0     | 0     | 0     | 1     | 3     | 0        | .167  | .231     | .250     | .481  |
| 2012       | 阪神       | 7     | 15    | 15    | 2     | 5     | 2        | 0        | 1        | 10    | 1     | 0     | 0        | 0     | 0     | 0     | 0     | 0     | 3     | 0        | .333  | .333     | .667     | 1.000 |
| 2013       | 阪神       | 6     | 11    | 10    | 1     | 2     | 0        | 0        | 0        | 2     | 0     | 0     | 0        | 1     | 0     | 0     | 0     | 0     | 2     | 2        | .200  | .200     | .200     | .400  |
| 2014       | 阪神       | 12    | 26    | 24    | 2     | 7     | 1        | 0        | 1        | 11    | 5     | 0     | 0        | 1     | 1     | 0     | 0     | 0     | 2     | 0        | .292  | .280     | .458     | .738  |
| 2015       | 阪神       | 66    | 93    | 84    | 6     | 23    | 4        | 0        | 3        | 36    | 13    | 1     | 0        | 0     | 1     | 4     | 0     | 4     | 12    | 3        | .274  | .333     | .429     | .762  |
| 2016       | 阪神       | 66    | 95    | 87    | 6     | 21    | 1        | 0        | 3        | 31    | 17    | 0     | 0        | 1     | 1     | 5     | 0     | 1     | 18    | 2        | .241  | .287     | .356     | .644  |
| 2017       | 阪神       | 5     | 5     | 5     | 0     | 0     | 0        | 0        | 0        | 0     | 0     | 0     | 0        | 0     | 0     | 0     | 0     | 0     | 2     | 1        | .000  | .000     | .000     | .000  |
| 通算：14年 | 通算：14年 | 402   | 852   | 783   | 73    | 200   | 26       | 5        | 18       | 290   | 91    | 11    | 2        | 15    | 3     | 39    | 12    | 12    | 127   | 19       | .255  | .300     | .370     | .670  |

- 各年度の太字はリーグ最高

### 年度別守備成績
| 年 度 | 捕手  | 捕手  | 捕手  | 捕手  | 捕手  | 捕手  | 捕手     | 捕手     | 捕手     | 捕手     | 捕手     | 外野手 | 外野手 | 外野手 | 外野手 | 外野手 | 外野手   |
| 年 度 | 試 合 | 刺 殺 | 補 殺 | 失 策 | 併 殺 | 捕 逸 | 守 備 率 | 企 図 数 | 許 盗 塁 | 盗 塁 刺 | 阻 止 率 | 試 合  | 刺 殺  | 補 殺  | 失 策  | 併 殺  | 守 備 率 |
| ----- | ----- | ----- | ----- | ----- | ----- | ----- | -------- | -------- | -------- | -------- | -------- | ------ | ------ | ------ | ------ | ------ | -------- |
| 2004  | 1     | 7     | 0     | 0     | 0     | 0     | 1.000    | 0        | 0        | 0        | ----     | -      | -      | -      | -      | -      | -        |
| 2005  | 1     | 1     | 0     | 0     | 0     | 0     | 1.000    | 0        | 0        | 0        | ----     | -      | -      | -      | -      | -      | -        |
| 2006  | 1     | 5     | 2     | 0     | 0     | 0     | 1.000    | 2        | 2        | 0        | .000     | -      | -      | -      | -      | -      | -        |
| 2007  | 31    | 168   | 14    | 2     | 1     | 2     | .989     | 18       | 12       | 6        | .333     | -      | -      | -      | -      | -      | -        |
| 2008  | 6     | 12    | 5     | 0     | 0     | 0     | 1.000    | 4        | 2        | 2        | .500     | -      | -      | -      | -      | -      | -        |
| 2009  | 122   | 864   | 74    | 12    | 11    | 4     | .987     | 103      | 71       | 32       | .311     | -      | -      | -      | -      | -      | -        |
| 2010  | 1     | 3     | 0     | 0     | 0     | 0     | 1.000    | 1        | 1        | 0        | .000     | 19     | 25     | 1      | 1      | 1      | .963     |
| 2011  | 1     | 0     | 0     | 0     | 0     | 0     | .000     | 0        | 0        | 0        | ----     | 6      | 3      | 0      | 0      | 0      | 1.000    |
| 2012  | -     | -     | -     | -     | -     | -     | -        | -        | -        | -        | -        | 4      | 5      | 0      | 0      | 0      | 1.000    |
| 2013  | -     | -     | -     | -     | -     | -     | -        | -        | -        | -        | -        | 4      | 8      | 0      | 0      | 0      | 1.000    |
| 2014  | -     | -     | -     | -     | -     | -     | -        | -        | -        | -        | -        | 9      | 13     | 0      | 2      | 0      | .867     |
| 2015  | -     | -     | -     | -     | -     | -     | -        | -        | -        | -        | -        | 12     | 13     | 1      | 0      | 0      | 1.000    |
| 2016  | -     | -     | -     | -     | -     | -     | -        | -        | -        | -        | -        | 13     | 16     | 1      | 0      | 0      | 1.000    |
| 通算  | 164   | 1060  | 95    | 14    | 16    | 6     | .988     | 128      | 88       | 40       | .313     | 67     | 83     | 3      | 3      | 1      | .966     |

- 太字は各年度のリーグ最高

### 記録
- 初出場・初打席：2004年9月22日、対広島東洋カープ25回戦（広島市民球場）、9回表に鳥谷敬の代打で出場、ジョン・ベイルから空振り三振
- 初先発出場：2004年10月7日、対横浜ベイスターズ27回戦（横浜スタジアム）、8番・捕手で出場
- 初安打・初打点：2007年4月20日、対読売ジャイアンツ4回戦（阪神甲子園球場）、12回裏に橋本健太郎の代打で出場、豊田清から左翼線サヨナラ適時打
- 初本塁打：2007年4月21日、対読売ジャイアンツ5回戦（阪神甲子園球場）、4回裏に久保裕也から中越ソロ
- 初盗塁：2009年4月5日、対東京ヤクルトスワローズ3回戦（京セラドーム大阪）、4回裏に二盗（投手：川島亮、捕手：相川亮二）

### 背番号
- 63 （2001年 - 2006年）
- 99 （2007年 - 2012年、2013年7月23日 - 2017年）
  - 99（2014年日米野球日本プロ野球80周年記念試合）
- 120 （2013年 - 同年7月22日）

### 登場曲
- 「ANOTHER NIGHT （Type-R Remix）」DJ TORA + R-Seq（ - 2009年）
- 「GOOD GOD （WARP BROTHERS REMIX）」JFK（2010年 - 2012年）
- 「OUT OF THE BLUE」System F（2013年 - 2016年）
- 「99」Superfly（2017年）

## 関連情報

### 野球解説者としての出演番組
- Fun!BASEBALL!!（日本テレビ・読売テレビ、2018年 - ）
- サンテレビボックス席（サンテレビ、2018年 - ）
- MBSベースボールパーク（毎日放送、2018年 - ）
- MBSベースボールパーク（MBSラジオ、2018年 - ）
  - 2018年のプロ野球オープン戦期間中から、「with Tigers」という冠タイトルが付く阪神戦の中継で「フィールドキャスター」を担当。同年1月27日放送のナイターオフ・土曜版への出演が、フィールドキャスターとしての初仕事になった。
  - プロ野球シーズン中の火 - 木曜日に阪神のホームゲームを開催する場合には、『豊永真琴のベースボールパークEXトラ!』（後枠のフィラー番組）にも随時出演する。
  - 2018年度のオフシーズンには、ナイターオフ版・土曜日の第2部『茶屋町 KEISUKE BAR』へレギュラー出演。「毎週土曜日の20時台限定で茶屋町（毎日放送本社の所在地）にバーを開く」という設定で、バーのマスターに扮していた。
  - 2019年度のオフシーズンには、ナイターオフ版の日曜分『狩野恵輔のサンデー・キャッチャー』でメインパーソナリティを担当。「DJカノK」と称して、自身で選んだ楽曲を流すコーナーも放送している。
  - 2022年からはMBSラジオ発行のタイムテーブル上での肩書が「フィールドキャスター」から「MBS野球解説者」に変わった。これに伴い、放送席での解説を主体とする一方（フィールドキャスターとしての出演も一部の試合で継続）、交流戦の対阪神戦以外のオリックス・バファローズ主催試合の『文化放送ライオンズナイター』などへの裏送りも担当する。
- 情報スタジアム 4時!キャッチ（サンテレビ、2018年4月2日 - ） - 月曜日コメンテーター
- 戦え!スポーツ内閣（MBSテレビ、2018年 - ） - 阪神を中心とするプロ野球関連の話題を取り上げる回に、2018年は「野球大臣」、2019年は「ぶち破れ大臣」という肩書で随時出演。
- せやねん!（MBSテレビ、2019年 - ） - 現役時代にも前述の縁があった「せやねん!スポーツ」に出演
  - 2019年10月12日の特別番組『18年と181日のご愛顧におこたえして　せやねん!大還元まつり』内で放送された「よしもと新喜劇」（なんばグランド花月で事前に公開収録）には、吉田裕・松浦真也（いずれも吉本新喜劇座員）と共に「借金取り」役で登場。赤色のスーツ姿で現役時代の打撃フォームを再現したほか、吉田の十八番である「乳首ドリル」のやり取りにも参加した[36]。
- タイガース全力応援宣言 MBSマンデーベースボールパーク（MBSラジオ、2020年4月 - 2021年9月）- 井上雅雄・藤林がパーソナリティを務める生放送番組で、月に1回スタジオへ出演。

### 出演CM
- 大関化学工業（2019年6月 - ）